# Tolcsva
Tolcsva este un sat în districtul Sárospatak, județul Borsod-Abaúj-Zemplén, Ungaria, având o populație de 1.977 de locuitori (2011).

## Demografie
Componența etnică a satului Tolcsva
     Maghiari (89,96%)
     Romi (6,19%)
     Ruteni (3,35%)
     Necunoscut (0,51%)
     Alții (0,51%)
Componența confesională a satului Tolcsva
     Romano-catolici (34,34%)
     Greco-catolici (15,83%)
     Reformați (9,41%)
     Fără religie (2,38%)
     Necunoscută (37,33%)
     Alte religii (0,86%)
Conform recensământului din 2011, satul Tolcsva avea 1.977 de locuitori. Din punct de vedere etnic, majoritatea locuitorilor (89,96%) erau maghiari, existând și minorități de romi (6,19%) și ruteni (3,35%). Apartenența etnică nu este cunoscută în cazul a 0,51% din locuitori. Nu există o religie majoritară, locuitorii fiind romano-catolici (34,34%), greco-catolici (15,83%), reformați (9,41%) și persoane fără religie (2,38%). Pentru 37,33% din locuitori nu este cunoscută apartenența confesională.